# Torre Neral
Torre Neral o també Torreneral és un nucli del terme municipal de Penelles (Noguera). El 2019 tenia 6 habitants. Està situat al sector meridional del terme, en plena plana regada pel canal d'Urgell.
Va formar un antic terme fins al segle xix, quan s'integrà a Penelles.